# برايان غرين
برايان غرين (بالإنجليزية: Brian Green)‏ (5 يونيو 1935 المملكة المتحدة - 14 أغسطس 2012 المملكة المتحدة) هو لاعب كرة قدم بريطاني سابق كان يلعب كمهاجم.